# 胡鲇四极虫
胡鲇四极虫（学名：Chloromyxum clariatis）为四极科四极虫属的动物。在中国，分布于浙江等，营寄生生活，寄生在胡鲇的鳃腔。